# Suter Racing Technology
La Suter Racing Technology è un costruttore svizzero di parti per motociclette.
Dal 2010 partecipa al motomondiale come costruttore nella classe Moto2 e dal 2012 anche nelle classi MotoGP e Moto3.

## Storia
L'azienda viene fondata nel 2002 dal pilota motociclistico Eskil Suter e dal fratello Simon, e fa parte del gruppo SUTEC, le cui altre sussidiarie si occupano anche di motori per aeroplani, sistemi per motori ibridi ed energie rinnovabili.

### Motomondiale
Per quanto riguarda l'impegno nel motomondiale, il primo progetto degno di nota risale al 1998, quando Eskil Suter nelle vesti di ingegnere responsabile del team Muz aggiorna e sviluppa il telaio della ELF 500 ROC ripresentandola con il nome di Muz Weber 500. Lo stesso Suter corse otto gran premi della stagione 1998 in sostituzione del pilota titolare, Doriano Romboni, infortunatosi dopo le prime due gare.
Successivamente la Suter si è occupata della progettazione e dello sviluppo di un motore di cilindrata 990cm³ a tre cilindri in linea per la Petronas FP1, moto che ha partecipato al campionato mondiale superbike dal 2003 al 2006.

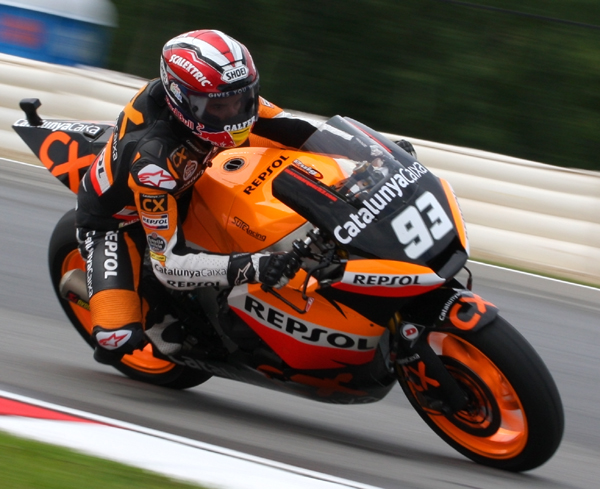
La Suter MMX guidata da Márquez in Moto2 nel 2011.

Dal 2004 al 2006 ha collaborato con la Kawasaki nello sviluppo della ZX-RR di MotoGP, in particolare per quanto riguarda il sistema di iniezione elettronica drive by wire.
Nel 2005 ha prodotto alcune parti del telaio, tra cui il forcellone, per la Fantic R250 che ha disputato il motomondiale nella classe 250.
Tra il 2006 e il 2007 la Suter ha preso parte al progetto del telaio della Ilmor X3, motocicletta da 800 cc di cilindrata che avrebbe dovuto correre stabilmente nella classe MotoGP ma che ha preso parte soltanto a poche gare per problemi di natura economica.
Nel 2010, con l'introduzione della classe Moto2, la Suter si è presentata in qualità di costruttore fornendo la propria moto, la Suter MMX, a diverse squadre, risultando la moto con la presenza numericamente maggiore in pista; in quell'anno si è aggiudicata il campionato costruttori, con quattro vittorie all'attivo. Nel 2011 si è verificata una situazione analoga, con la vittoria del mondiale relativo ai costruttori, questa volta con 11 vittorie, anche se come il primo anno il campione del mondo tra i piloti non era alla guida di una Suter.
Oltre a prendere parte al motomondiale, la stessa moto è presente nel campionato spagnolo, sempre nella classe Moto2; nel 2011, grazie all'apporto di punti dei primi piloti classificati, la Suter ha ottenuto la vittoria tra le case costruttrici.
Nel 2012 oltre alla Moto2 estende le proprie forniture anche nelle altre due classi, in MotoGP producendo una moto equipaggiata da un motore BMW, la MMX1, portata in gara dal team Forward Racing secondo il regolamento CRT, e nella classe Moto3 con la MMX3 motorizzata Honda.

### Europeo FIM CEV Moto2
A partire dalla stagione 2015 la classe Moto2 del campeonato de España de Velocidad viene elevata al rango di campionato europeo. Suter è presente con i suoi protitipi fino al 2018, anno in cui ottiene una vittoria al Gran Premio di Catalogna con Augusto Fernández. Un'unica MMXI viene portata in pista nel 2020 dal tedesco Kevin Orgis che ottiene sei punti.